# Комунистичка партија Литваније и Белорусије
Комунистичка партија Литваније и Белорусије (бољшевика) (литв. Lietuvos ir Baltarusijos komunistų partija (bolševikai, блр. Камуністычная партыя (бальшавікоў) Літвы і Беларусі) била је комунистичка партија на власти у Литванско-Белоруске Совјетске Социјалистичке Републике. Основана је на заједничком конгресу КП Литваније и КП Белорусије, одржаном од 4. до 6. марта 1919. године.
КПЛП(б) била је владајућа партија краткотрајне Литванско-Белоруске ССР. По пољском освајању њеног главног града Вилњуса крајем априла 1919. године, Централни комитет КПЛП(б) преселио се у Минск, из којег се такође повукао током августа 1919. због даљег напредовања пољских контрареволуционарних снага. Крајем лета 1919. године, цела је територија Литванско-Белоруске ССР била под пољском окупацијом, док је КПЛП(б), уз помоћ руских бољшевика, била главни организатор отпора.
Након совјетско-литванског мировног уговора, потписаног 12. јула 1920. године и оснивања засебне Белоруске ССР (којом је замењена практички непостојећа Литванско-Белоруска ССР) крајем истог месеца, заједничка комунистичка партија те две државе постала је непотребном и укинута у новембру 1920. године.